# 15230 Alona
A 15230 Alona (ideiglenes jelöléssel 1987 RF1) a Naprendszer kisbolygóövében található aszteroida. Henri Debehogne fedezte fel 1987. szeptember 13-án.